# Puchar Świata w narciarstwie dowolnym 2012/2013
Puchar Świata w narciarstwie dowolnym 2012/2013 rozpoczął się 22 sierpnia 2012 w nowozelandzkiej Cardronie, a zakończy się 26 marca 2013 w hiszpańskiej Sierra Nevada. Najważniejszą imprezą sezonu będą mistrzostwa świata w Voss.
W lutym w Soczi odbędzie się próba przedolimpijska.
Puchar Świata zostanie rozegrany w 17 krajach i 27 miastach na 5 kontynentach. W pięciu miejscowościach odbędzie się najwięcej zawodów – po pięć w Soczi, po cztery w Sierra Nevadzie oraz po trzy w Lake Placid, Deer Valley i Åre.
Obrońcami Kryształowej Kuli są Kanadyjczyk Mikaël Kingsbury wśród mężczyzn oraz Amerykanka Hannah Kearney wśród kobiet.

## Konkurencje
- AE = skoki akrobatyczne
- MO = jazda po muldach
- DM = jazda po muldach podwójnych
- SX = skicross
- HP = Half-pipe
- SS = Slopestyle

## Kalendarz i wyniki Pucharu Świata

### Mężczyźni
| Lp.                                                    | Data             | Miejscowość         | Dyscyplina | 1. Miejsce            | 2. Miejsce             | 3. Miejsce               |
| ------------------------------------------------------ | ---------------- | ------------------- | ---------- | --------------------- | ---------------------- | ------------------------ |
| 1.                                                     | 22 sierpnia 2012 | Cardrona            | HP         | Torin Yater-Wallace   | Thomas Krief           | Benoit Valentin          |
| 2.                                                     | 7 września 2012  | Ushuaia             | SS         | James Woods           | Henrik Harlaut         | Jonas Hunziker           |
| 3.                                                     | 8 grudnia 2012   | Nakiska             | SX         | Armin Niederer        | Alex Fiva              | Anton Grimus             |
| 4.                                                     | 13 grudnia 2012  | Telluride           | SX         | Filip Flisar          | Brady Leman            | Armin Niederer           |
| 5.                                                     | 15 grudnia 2012  | Ruka                | DM         | Mikaël Kingsbury      | Alexandre Bilodeau     | Jeremy Cota              |
| 6.                                                     | 19 grudnia 2012  | Val Thorens         | SX         | Armin Niederer        | Brady Leman            | Joe Swensson             |
| 7.                                                     | 22 grudnia 2012  | Kreischberg         | DM         | Bryon Wilson          | Alexandre Bilodeau     | Mikaël Kingsbury         |
| 8.                                                     | 23 grudnia 2012  | Innichen            | SX         | Alex Fiva             | Daniel Böhnacker       | Victor Öhling Norberg    |
| 9.                                                     | 5 stycznia 2013  | Changchun           | AE         | Jia Zongyang          | Qi Guangpu             | Olivier Rochon           |
| 10.                                                    | 11 stycznia 2013 | Copper Mountain     | HP         | Micheal Riddle        | Aaron Blunck           | David Wise               |
| 11.                                                    | 12 stycznia 2013 | Copper Mountain     | SS         | James Woods           | Russell Henshaw        | Alex Beaulieu-Marchand   |
| 12.                                                    | 12 stycznia 2013 | Contamines-Montjoie | SX         | Alex Fiva             | Filip Flisar           | Tomáš Kraus              |
| 13.                                                    | 12 stycznia 2013 | Saint-Côme          | AE         | Dzmitryj Daszczynski  | Travis Gerrits         | Zhou Hang                |
| 14.                                                    | 16 stycznia 2013 | Megève              | SX         | John Teller           | Jouni Pellinen         | Armin Niederer           |
| 15.                                                    | 17 stycznia 2013 | Lake Placid         | MO         | Mikaël Kingsbury      | Patrick Deneen         | Dylan Walczyk            |
| 16.                                                    | 18 stycznia 2013 | Lake Placid         | AE         | Jia Zongyang          | Qi Guangpu             | David Morris             |
| 17.                                                    | 19 stycznia 2013 | Lake Placid         | AE         | Jia Zongyang          | Dzmitryj Daszczynski   | Piotr Miedulicz          |
| 18.                                                    | 26 stycznia 2013 | Calgary             | MO         | Mikaël Kingsbury      | Aleksandr Smyszlajew   | Shō Endō                 |
| 19.                                                    | 31 stycznia 2013 | Deer Valley         | MO         | Mikaël Kingsbury      | Alexandre Bilodeau     | Patrick Deneen           |
| 20.                                                    | 1 lutego 2013    | Deer Valley         | AE         | Maksim Huscik         | Travis Gerrits         | Michael Rossi            |
| 21.                                                    | 2 lutego 2013    | Deer Valley         | DM         | Alexandre Bilodeau    | Patrick Deneen         | Bradley Wilson           |
| 22.                                                    | 2 lutego 2013    | Park City           | HP         | David Wise            | Torin Yater-Wallace    | Kevin Rolland            |
| 23.                                                    | 2 lutego 2013    | Grasgehren          | SX         | Zawody odwołane       | Zawody odwołane        | Zawody odwołane          |
| 24.                                                    | 3 lutego 2013    | Grasgehren          | SX         | Tomáš Kraus           | Tristan Tafel          | Victor Öhling Norberg    |
| 25.                                                    | 9 lutego 2013    | Silvaplana          | SS         | Johan Berg            | Klaus Finne            | Fabian Bösch             |
| 26.                                                    | 13 lutego 2013   | Soczi               | SS         | Zawody odwołane       | Zawody odwołane        | Zawody odwołane          |
| 27.                                                    | 15 lutego 2013   | Soczi               | MO         | Mikaël Kingsbury      | Patrick Deneen         | Philippe Marquis         |
| 28.                                                    | 16 lutego 2013   | Soczi               | HP         | Torin Yater-Wallace   | Gus Kenworthy          | Micheal Riddle           |
| 29.                                                    | 17 lutego 2013   | Soczi               | AE         | Qi Guangpu            | Liu Zhongqing          | Dzianis Osipau           |
| 30.                                                    | 19 lutego 2013   | Soczi               | SX         | Victor Öhling Norberg | Christopher Del Bosco  | Andreas Schauer          |
| 31.                                                    | 23 lutego 2013   | Inawashiro          | MO         | Mikaël Kingsbury      | Bradley Wilson         | Alexandre Bilodeau       |
| 32.                                                    | 24 lutego 2013   | Inawashiro          | DM         | Bradley Wilson        | Alexandre Bilodeau     | Joseph Discoe            |
| 33.                                                    | 23 lutego 2013   | Bukovel             | AE         | David Morris          | Dylan Ferguson         | Maksim Huscik            |
| 34.                                                    | 24 lutego 2013   | Szpindlerowy Młyn   | SX         | Zawody odwołane       | Zawody odwołane        | Zawody odwołane          |
| 2 marca – 10 marca 2013 Mistrzostwa Świata 2013 – Voss |                  |                     |            |                       |                        |                          |
| 35.                                                    | 15 marca 2013    | Åre                 | MO         | Alexandre Bilodeau    | Patrick Deneen         | Mikaël Kingsbury         |
| 36.                                                    | 16 marca 2013    | Åre                 | DM         | Alexandre Bilodeau    | Mikaël Kingsbury       | Bradley Wilson           |
| 37.                                                    | 16 marca 2013    | Åre                 | SX         | Alex Fiva             | Victor Öhling Norberg  | Jean Frédéric Chapuis    |
| 38.                                                    | 17 marca 2013    | Åre                 | SX         | Jean Frédéric Chapuis | Armin Niederer         | Sylvain Miaillier        |
| 39.                                                    | 22 marca 2013    | Sierra Nevada       | DM         | Alexandre Bilodeau    | Patrick Deneen         | Simon Pouliot-Cavanagh   |
| 40.                                                    | 23 marca 2013    | Sierra Nevada       | SS         | Lyman Currier         | Oscar Wester           | Felix Stridsberg-Usterud |
| 41.                                                    | 24 marca 2013    | Sierra Nevada       | SX         | Zawody odwołane       | Zawody odwołane        | Zawody odwołane          |
| 42.                                                    | 25 marca 2013    | Sierra Nevada       | HP         | Micheal Riddle        | Antti-Jussi Kemppainen | Noah Bowman              |

### Wyniki reprezentantów Polski
| Zawodniczka | Cardrona 22.08 | Ushuaia 07.09 | Nakiska 08.12 | Telluride 13.12 | Ruka 15.12 | Val Thorens 19.12 | Kreischberg 22.12 | Innichen 23.12 | Changchun 05.01 | Copper Mountain 11.01 | Copper Mountain 12.01 | Contamines-Montjoie 12.01 | Saint-Côme 12.01 | Megève 16.01 | Lake Placid 17.01 | Lake Placid 18.01 | Lake Placid 19.01 | Calgary 26.01 | Deer Valley 31.01 | Deer Valley 01.02 | Deer Valley 02.02 | Park City 02.02 | Grasgehren 02.02 | Grasgehren 03.02 | Silvaplana 09.02 | Soczi 13.02 | Soczi 15.02 | Soczi 16.02 | Soczi 17.02 | Soczi 19.02 | Naeba 23.02 | Naeba 24.02 | Kijów 23.02 | Szpindlerowy Młyn 24.02 | Grindelwald 02.03 | Grindelwald 03.03 | Åre 15.03 | Åre 15.03 | Åre 16.03 | Åre 16.03 | Sierra Nevada 20.03 | Sierra Nevada 21.03 | Sierra Nevada 26.03 |
| Colin Lang | –              | –             | –             | –               | –          | –                 | –                 | –              | –               | –                     | –                     | –                         | –                | –            | 33                | –                 | –                 | dnf           | dnf               | –                 | 29                | –               | –                | –                | –                | –           | 36          | –           | –           | –           | dnf         | dns         | –           | –                       | –                 | –                 | –         | –         | –         | –         | –                   | –                   | –                   |
| Marcin Orłowski | –              | –             | dnf           | 50              | –          | 46                | –                 | dnf            | –               | –                     | –                     | 45                        | –                | 42           | –                 | –                 | –                 | –             | –                 | –                 | –                 | –               | –                | 49               | –                | –           | –           | –           | –           | 50          | –           | –           | –           | –                       | –                 | –                 | –         | –         | 47        | 47        | –                   | –                   | –                   |
| Mateusz Habrat | –              | –             | –             | –               | –          | 60                | –                 | 66             | –               | –                     | –                     | 62                        | –                | dnf          | –                 | –                 | –                 | –             | –                 | –                 | –                 | –               | –                | 62               | –                | –           | –           | –           | –           | –           | –           | –           | –           | –                       | –                 | –                 | –         | –         | 42        | 53        | –                   | –                   | –                   |
| Szczepan Karpiel | –              | 28            | –             | –               | –          | –                 | –                 | –              | –               | –                     | dns                   | –                         | –                | –            | –                 | –                 | –                 | –             | –                 | –                 | –                 | –               | –                | –                | –                | –           | –           | –           | –           | –           | –           | –           | –           | –                       | –                 | –                 | –         | –         | –         | –         | –                   | 49                  | –                   |
| Bartłomiej Sibiga | –              | –             | –             | –               | –          | –                 | –                 | –              | –               | –                     | –                     | –                         | –                | –            | –                 | –                 | –                 | –             | –                 | –                 | –                 | –               | –                | –                | –                | –           | –           | –           | –           | –           | –           | –           | –           | –                       | –                 | –                 | –         | –         | –         | –         | –                   | 23                  | –                   |
| 1-3 4-30 poniżej 30 dnf – zawodnik nie ukończył zjazdu dns – Zawodnik nie wystartował dsq – Zawodnik zdyskwalifikowany |                |               |               |                 |            |                   |                   |                |                 |                       |                       |                           |                  |              |                   |                   |                   |               |                   |                   |                   |                 |                  |                  |                  |             |             |             |             |             |             |             |             |                         |                   |                   |           |           |           |           |                     |                     |                     |

### Kobiety
| Lp.                                                    | Data             | Miejscowość         | Dyscyplina | 1. Miejsce                 | 2. Miejsce               | 3. Miejsce               |
| ------------------------------------------------------ | ---------------- | ------------------- | ---------- | -------------------------- | ------------------------ | ------------------------ |
| 1.                                                     | 22 sierpnia 2012 | Cardrona            | HP         | Devin Logan                | Manami Mitsuboshi        | Ayana Onozuka            |
| 2.                                                     | 7 września 2012  | Ushuaia             | SS         | Keri Herman                | Eveline Bhend            | Dara Howell              |
| 3.                                                     | 8 grudnia 2012   | Nakiska             | SX         | Fanny Smith                | Ophélie David            | Anna Holmlund            |
| 4.                                                     | 13 grudnia 2012  | Telluride           | SX         | Fanny Smith                | Ophélie David            | Anna Holmlund            |
| 5.                                                     | 14 grudnia 2012  | Ruka                | MO         | Heather McPhie             | Justine Dufour-Lapointe  | Aiko Uemura              |
| 6.                                                     | 19 grudnia 2012  | Val Thorens         | SX         | Fanny Smith                | Marte Høie Gjefsen       | Andrea Limbacher         |
| 7.                                                     | 22 grudnia 2012  | Kreischberg         | DM         | Heather McPhie             | Heidi Kloser             | Justine Dufour-Lapointe  |
| 8.                                                     | 23 grudnia 2012  | Innichen            | SX         | Kelsey Serwa               | Georgia Simmerling       | Katrin Müller            |
| 9.                                                     | 5 stycznia 2013  | Changchun           | AE         | Xu Mengtao                 | Lydia Lassila            | Li Nina                  |
| 10.                                                    | 11 stycznia 2013 | Copper Mountain     | HP         | Maddie Bowman              | Rosalind Groenewoud      | Brita Sigourney          |
| 11.                                                    | 12 stycznia 2013 | Copper Mountain     | SS         | Keri Herman                | Dara Howell              | Anna Segal               |
| 12.                                                    | 12 stycznia 2013 | Contamines-Montjoie | SX         | Andrea Limbacher           | Anna Holmlund            | Fanny Smith              |
| 13.                                                    | 12 stycznia 2013 | Saint-Côme          | AE         | Xu Mengtao                 | Lydia Lassila            | Yang Yu                  |
| 14.                                                    | 16 stycznia 2013 | Megève              | SX         | Anna Wörner                | Kelsey Serwa             | Ophélie David            |
| 15.                                                    | 17 stycznia 2013 | Lake Placid         | MO         | Hannah Kearney             | Nikola Sudová            | Britteny Cox             |
| 16.                                                    | 18 stycznia 2013 | Lake Placid         | AE         | Xu Mengtao                 | Yang Yu                  | Emily Cook               |
| 17.                                                    | 19 stycznia 2013 | Lake Placid         | AE         | Yang Yu                    | Lydia Lassila            | Xu Mengtao               |
| 18.                                                    | 26 stycznia 2013 | Calgary             | MO         | Justine Dufour-Lapointe    | Chloé Dufour-Lapointe    | Eliza Outtrim            |
| 19.                                                    | 31 stycznia 2013 | Deer Valley         | MO         | Hannah Kearney             | Heather McPhie           | Eliza Outtrim            |
| 20.                                                    | 1 lutego 2013    | Deer Valley         | AE         | Xu Mengtao                 | Laura Peel               | Zhang Xin                |
| 21.                                                    | 2 lutego 2013    | Deer Valley         | DM         | Hannah Kearney             | Justine Dufour-Lapointe  | Julija Gałyszewa         |
| 22.                                                    | 2 lutego 2013    | Park City           | HP         | Maddie Bowman              | Ayana Onozuka            | Virginie Faivre          |
| 23.                                                    | 2 lutego 2013    | Grasgehren          | SX         | Zawody odwołane            | Zawody odwołane          | Zawody odwołane          |
| 24.                                                    | 3 lutego 2013    | Grasgehren          | SX         | Ophélie David              | Christina Manhard        | Marielle Berger-Sabbatel |
| 25.                                                    | 9 lutego 2013    | Silvaplana          | SS         | Tiril Sjåstad Christiansen | Katie Summerhayes        | Anna Segal               |
| 26.                                                    | 13 lutego 2013   | Soczi               | SS         | Zawody odwołane            | Zawody odwołane          | Zawody odwołane          |
| 27.                                                    | 15 lutego 2013   | Soczi               | MO         | Hannah Kearney             | Eliza Outtrim            | Aiko Uemura              |
| 28.                                                    | 16 lutego 2013   | Soczi               | HP         | Virginie Faivre            | Rosalind Groenewoud      | Keltie Hansen            |
| 29.                                                    | 17 lutego 2013   | Soczi               | AE         | Xu Mengtao                 | Laura Peel               | Tanja Schärer            |
| 30.                                                    | 19 lutego 2013   | Soczi               | SX         | Kelsey Serwa               | Marielle Thompson        | Fanny Smith              |
| 31.                                                    | 23 lutego 2013   | Inawashiro          | MO         | Audrey Robichaud           | Nikola Sudová            | Chloé Dufour-Lapointe    |
| 32.                                                    | 24 lutego 2013   | Inawashiro          | DM         | Miki Itō                   | Mikaela Matthews         | Hannah Kearney           |
| 33.                                                    | 23 lutego 2013   | Bukowel             | AE         | Emily Cook                 | Nadija Didenko           | Tanja Schärer            |
| 34.                                                    | 24 lutego 2013   | Szpindlerowy Młyn   | SX         | Zawody odwołane            | Zawody odwołane          | Zawody odwołane          |
| 2 marca – 10 marca 2013 Mistrzostwa Świata 2013 – Voss |                  |                     |            |                            |                          |                          |
| 35.                                                    | 15 marca 2013    | Åre                 | MO         | Heather McPhie             | Eliza Outtrim            | Julija Gałyszewa         |
| 36.                                                    | 16 marca 2013    | Åre                 | DM         | Hannah Kearney             | Julija Gałyszewa         | Chloé Dufour-Lapointe    |
| 37.                                                    | 16 marca 2013    | Åre                 | SX         | Anna Wörner                | Marielle Berger-Sabbatel | Karolina Riemen          |
| 38.                                                    | 17 marca 2013    | Åre                 | SX         | Fanny Smith                | Marielle Thompson        | Katrin Müller            |
| 39.                                                    | 22 marca 2013    | Sierra Nevada       | DM         | Hannah Kearney             | Miki Itō                 | Heather McPhie           |
| 40.                                                    | 23 marca 2013    | Sierra Nevada       | SS         | Alexi Micinski             | Julia Marino             | Anna Willcox-Silfverberg |
| 41.                                                    | 24 marca 2013    | Sierra Nevada       | SX         | Zawody odwołane            | Zawody odwołane          | Zawody odwołane          |
| 42.                                                    | 25 marca 2013    | Sierra Nevada       | HP         | Rosalind Groenewoud        | Virginie Faivre          | Ayana Onozuka            |

### Wyniki reprezentantek Polski
| Zawodniczka | Cardrona 22.08 | Ushuaia 07.09 | Nakiska 08.12 | Telluride 13.12 | Ruka 15.12 | Val Thorens 19.12 | Kreischberg 22.12 | Innichen 23.12 | Changchun 05.01 | Copper Mountain 11.01 | Copper Mountain 12.01 | Contamines-Montjoie 12.01 | Saint-Côme 12.01 | Megève 16.01 | Lake Placid 17.01 | Lake Placid 18.01 | Lake Placid 19.01 | Calgary 26.01 | Deer Valley 31.01 | Deer Valley 01.02 | Deer Valley 02.02 | Park City 02.02 | Grasgehren 02.02 | Grasgehren 03.02 | Silvaplana 09.02 | Soczi 13.02 | Soczi 15.02 | Soczi 16.02 | Soczi 17.02 | Soczi 19.02 | Naeba 23.02 | Naeba 24.02 | Kijów 23.02 | Szpindlerowy Młyn 24.02 | Grindelwald 02.03 | Grindelwald 03.03 | Åre 15.03 | Åre 15.03 | Åre 16.03 | Åre 16.03 | Sierra Nevada 20.03 | Sierra Nevada 21.03 | Sierra Nevada 26.03 |
| Karolina Riemen | –              | –             | 15            | 16              | –          | 7                 | –                 | 12             | –               | –                     | –                     | dnf                       | –                | 6            | –                 | –                 | –                 | –             | –                 | –                 | –                 | –               | –                | 14               | –                | –           | –           | –           | –           | 8           | –           | –           | –           | –                       | –                 | –                 | –         | –         | 3         | 7         | –                   | –                   | –                   |
| Zuzanna Witych | –              | –             | –             | –               | –          | –                 | –                 | –              | –               | –                     | –                     | –                         | –                | –            | –                 | –                 | –                 | –             | –                 | –                 | –                 | dns             | –                | –                | –                | –           | –           | –           | –           | –           | –           | –           | –           | –                       | –                 | –                 | –         | –         | –         | –         | –                   | –                   | –                   |
| 1-3 4-30 poniżej 30 dnf – zawodniczka nie ukończyła zjazdu dns – Zawodniczka nie wystartowała dsq – Zawodniczka zdyskwalifikowana |                |               |               |                 |            |                   |                   |                |                 |                       |                       |                           |                  |              |                   |                   |                   |               |                   |                   |                   |                 |                  |                  |                  |             |             |             |             |             |             |             |             |                         |                   |                   |           |           |           |           |                     |                     |                     |

## Klasyfikacje

### Mężczyźni
| Lp. | Zawodnik            | Punkty |
| --- | ------------------- | ------ |
| 1.  | Mikaël Kingsbury    | 78     |
| 2.  | Alexandre Bilodeau  | 74     |
| 3.  | Alex Fiva           | 62     |
| 4.  | Micheal Riddle      | 60     |
| 5.  | Jia Zongyang        | 59     |
| 6.  | Patrick Deneen      | 56     |
| 7.  | Torin Yater-Wallace | 56     |
| 8.  | Armin Niederer      | 51     |
| 9.  | David Morris        | 47     |
| 10. | Qi Guangpu          | 46     |

| Lp. | Zawodnik             | Punkty |
| --- | -------------------- | ------ |
| 1.  | Jia Zongyang         | 414    |
| 2.  | David Morris         | 332    |
| 3.  | Qi Guangpu           | 321    |
| 4.  | Dylan Ferguson       | 277    |
| 5.  | Travis Gerrits       | 274    |
| 6.  | Dzmitryj Daszczynski | 269    |
| 7.  | Maksim Huscik        | 256    |
| 8.  | Dzianis Osipau       | 242    |
| 9.  | Liu Zhongqing        | 205    |
| 10. | Thomas Lambert       | 189    |

| Lp. | Zawodnik             | Punkty |
| --- | -------------------- | ------ |
| 1.  | Mikaël Kingsbury     | 940    |
| 2.  | Alexandre Bilodeau   | 893    |
| 3.  | Patrick Deneen       | 677    |
| 4.  | Bradley Wilson       | 480    |
| 5.  | Marc-Antoine Gagnon  | 368    |
| 6.  | Shō Endō             | 332    |
| 7.  | Philippe Marquis     | 329    |
| 8.  | Dylan Walczyk        | 316    |
| 9.  | Aleksandr Smyszlajew | 287    |
| 10. | Bryon Wilson         | 256    |

| Lp. | Zawodnik              | Punkty |
| --- | --------------------- | ------ |
| 1.  | Alex Fiva             | 619    |
| 2.  | Armin Niederer        | 514    |
| 3.  | Victor Öhling Norberg | 414    |
| 4.  | Jean Frédéric Chapuis | 343    |
| 5.  | Brady Leman           | 339    |
| 6.  | Filip Flisar          | 328    |
| 7.  | Tomáš Kraus           | 322    |
| 8.  | Jouni Pellinen        | 230    |
| 9.  | John Teller           | 227    |
| 10. | Daniel Böhnacker      | 216    |

| Lp. | Zawodnik               | Punkty |
| --- | ---------------------- | ------ |
| 1.  | Micheal Riddle         | 300    |
| 2.  | Torin Yater-Wallace    | 280    |
| 3.  | David Wise             | 205    |
| 4.  | Aaron Blunck           | 193    |
| 5.  | Thomas Krief           | 175    |
| 6.  | Antti-Jussi Kemppainen | 130    |
| 7.  | Gus Kenworthy          | 128    |
| 8.  | Matthew Margetts       | 124    |
| 9.  | Alex Ferreira          | 119    |
| 10. | Noah Bowman            | 118    |

| Lp. | Zawodnik               | Punkty |
| --- | ---------------------- | ------ |
| 1.  | James Woods            | 226    |
| 2.  | Johan Berg             | 140    |
| 3.  | Oscar Wester           | 130    |
| 4.  | Alex Beaulieu-Marchand | 110    |
| 5.  | Lyman Currier          | 100    |
| 5.  | Fabian Bösch           | 96     |
| 5.  | Laurent De Martin      | 93     |
| 8.  | Jonas Hunziker         | 90     |
| 9.  | Klaus Finne            | 80     |
| 9.  | Henrik Harlaut         | 80     |

### Kobiety
| Lp. | Zawodniczka             | Punkty |
| --- | ----------------------- | ------ |
| 1.  | Xu Mengtao              | 80     |
| 2.  | Virginie Faivre         | 62     |
| 3.  | Rosalind Groenewoud     | 61     |
| 4.  | Hannah Kearney          | 61     |
| 5.  | Fanny Smith             | 58     |
| 6.  | Ayana Onozuka           | 55     |
| 7.  | Justine Dufour-Lapointe | 53     |
| 8.  | Heather McPhie          | 52     |
| 9.  | Ophélie David           | 49     |
| 10. | Keri Herman             | 47     |

| Lp. | Zawodniczka    | Punkty |
| --- | -------------- | ------ |
| 1.  | Xu Mengtao     | 560    |
| 2.  | Emily Cook     | 303    |
| 3.  | Lydia Lassila  | 296    |
| 4.  | Laura Peel     | 285    |
| 5.  | Zhang Xin      | 270    |
| 6.  | Yang Yu        | 264    |
| 7.  | Nadija Didenko | 264    |
| 8.  | Danielle Scott | 249    |
| 9.  | Tanja Schärer  | 247    |
| 10. | Kiley McKinnon | 166    |

| Lp. | Zawodniczka             | Punkty |
| --- | ----------------------- | ------ |
| 1.  | Hannah Kearney          | 731    |
| 2.  | Justine Dufour-Lapointe | 660    |
| 3.  | Heather McPhie          | 627    |
| 4.  | Eliza Outtrim           | 535    |
| 5.  | Chloé Dufour-Lapointe   | 492    |
| 6.  | Miki Itō                | 462    |
| 7.  | Aiko Uemura             | 375    |
| 8.  | Nikola Sudová           | 372    |
| 9.  | Audrey Robichaud        | 371    |
| 10. | Julija Gałyszewa        | 368    |

| Lp. | Zawodniczka              | Punkty |
| --- | ------------------------ | ------ |
| 1.  | Fanny Smith              | 576    |
| 2.  | Ophélie David            | 487    |
| 3.  | Marielle Berger-Sabbatel | 404    |
| 4.  | Kelsey Serwa             | 401    |
| 5.  | Katrin Müller            | 344    |
| 6.  | Marte Høie Gjefsen       | 332    |
| 7.  | Marielle Thompson        | 302    |
| 8.  | Georgia Simmerling       | 295    |
| 9.  | Katrin Ofner             | 277    |
| 10. | Anna Wörner              | 276    |

| Lp. | Zawodniczka         | Punkty |
| --- | ------------------- | ------ |
| 1.  | Virginie Faivre     | 312    |
| 2.  | Rosalind Groenewoud | 305    |
| 3.  | Ayana Onozuka       | 276    |
| 4.  | Maddie Bowman       | 224    |
| 5.  | Mirjam Jäger        | 200    |
| 6.  | Keltie Hansen       | 150    |
| 7.  | Annalisa Drew       | 148    |
| 8.  | Katrien Aerts       | 142    |
| 9.  | Manami Mitsuboshi   | 137    |
| 10. | Anaïs Caradeux      | 131    |

| Lp. | Zawodniczka                | Punkty |
| --- | -------------------------- | ------ |
| 1.  | Keri Herman                | 200    |
| 2.  | Tiril Sjåstad Christiansen | 150    |
| 3.  | Dara Howell                | 140    |
| 4.  | Anna Segal                 | 120    |
| 5.  | Alexi Micinski             | 116    |
| 6.  | Anna Willcox-Silfverberg   | 116    |
| 7.  | Dominique Ohaco            | 116    |
| 8.  | Chiho Takao                | 111    |
| 9.  | Eveline Bhend              | 102    |
| 10. | Maiko Tsuji                | 99     |